# Serge Gut

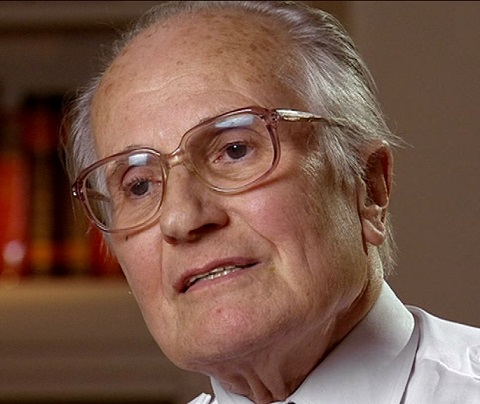
Serge Gut (2010)

Serge Gut (* 25. Juni 1927 in Basel; † 31. März 2014 in Suresnes) war ein französischer Musikwissenschaftler, Komponist und Pianist schweizerischer Abstammung.

## Leben
Serge Gut studierte am Pariser Konservatorium bei Simone Plé-Caussade, Tony Aubin und Olivier Messiaen sowie an der Universität Paris-Sorbonne bei Solange Corbin und Jacques Chailley. Er war Komponist und aktives Mitglied der Französischen Gesellschaften für Musikanalyse (SFAM) und für Musikwissenschaft (SFM). Als Professor der Universität Paris-Sorbonne war er von 1983 bis 1990 Direktor des dortigen Instituts für Musik und Musikwissenschaften. Er ist der Verfasser eines als Standardwerk angesehenen Buches über Franz Liszt und galt als Spezialist sowohl der deutschen und französischen Musik des 19. und des beginnenden 20. Jahrhunderts als auch der Theorie der musikalischen Sprache und ihrer Entwicklung.

## Publikationen
Zu seinen publizierten Schriften rechnen Franz Liszt (Fallois, l’Âge d’homme, 1989, erweiterte deutsche Übersetzung Studiopunkt, Sinzig 2009), Franz Liszt : les éléments du langage musical (Klinsksieck, 1975, überarbeitete und erweiterte Neuauflage 2008 bei Editions Aug. Zurfluh), die von Jacqueline Bellas und ihm herausgegebene Correspondance Franz Liszt avec Marie d’Agoult (Fayard, 1993), die Aspects du Lied romantique allemand (Actes-Sud, 1994) und die von Manfred Kelkel herausgegebene Aufsatzsammlung Musicologie au fil des siècles (PUPS, 1998). Im Mai 2014 erschien posthum sein Band Tristan et Isolde beim Verlag Fayard in Paris. Die Principes fontamentaux de la musique occidentale (Grundprinzipien der abendländischen Musik), herausgegeben von Vincent Arlettaz im Januar 2018 beim Verlag Beauchesne in Paris, bezeichnete er selbst als sein Vermächtnis.